# Germán Pezzella
Germán Alejo Pezzella (phát âm tiếng Tây Ban Nha: [xeɾˈman aˈlexo peˈsela]; sinh ngày 27 tháng 6 năm 1991) là một cầu thủ bóng đá chuyên nghiệp người Argentina hiện đang thi đấu ở vị trí trung vệ cho câu lạc bộ Argentine Primera Division River Plate và đội tuyển bóng đá quốc gia Argentina.

## Thống kê sự nghiệp

### Câu lạc bộ
Tính đến ngày 5 tháng 5 năm 2024
| Câu lạc bộ          | Mùa giải            | Giải đấu                   | Giải đấu | Giải đấu | Cúp quốc gia | Cúp quốc gia | Châu lục | Châu lục | Khác | Khác | Tổng cộng | Tổng cộng |
| Câu lạc bộ          | Mùa giải            | Hạng                       | Trận     | Bàn      | Trận         | Bàn          | Trận     | Bàn      | Trận | Bàn  | Trận      | Bàn       |
| ------------------- | ------------------- | -------------------------- | -------- | -------- | ------------ | ------------ | -------- | -------- | ---- | ---- | --------- | --------- |
| River Plate         | 2011–12             | Primera B                  | 1        | 0        | 5            | 0            | –        | –        | –    | –    | 1         | 0         |
| River Plate         | 2012–13             | Argentine Primera División | 10       | 1        | 0            | 0            | –        | –        | –    | –    | 10        | 1         |
| River Plate         | 2013–14             | Argentine Primera División | 15       | 0        | 0            | 0            | 5        | 0        | 1    | 1    | 21        | 1         |
| River Plate         | 2014                | Argentine Primera División | 10       | 1        | 2            | 0            | 8        | 2        | –    | –    | 20        | 3         |
| River Plate         | 2015                | Argentine Primera División | 7        | 1        | 1            | 0            | 4        | 0        | 1    | 0    | 13        | 1         |
| River Plate         | Tổng cộng           | Tổng cộng                  | 43       | 3        | 8            | 0            | 17       | 2        | 2    | 1    | 65        | 6         |
| Real Betis          | 2015–16             | La Liga                    | 25       | 3        | 4            | 0            | –        | –        | –    | –    | 29        | 4         |
| Real Betis          | 2016–17             | La Liga                    | 36       | 1        | 1            | 0            | –        | –        | –    | –    | 37        | 1         |
| Real Betis          | Tổng cộng           | Tổng cộng                  | 61       | 4        | 5            | 0            | –        | –        | –    | –    | 66        | 5         |
| Fiorentina (mượn)   | 2017–18             | Serie A                    | 34       | 1        | 1            | 0            | –        | –        | –    | –    | 35        | 1         |
| Fiorentina          | 2018–19             | Serie A                    | 32       | 2        | 3            | 0            | –        | –        | –    | –    | 35        | 2         |
| Fiorentina          | 2019–20             | Serie A                    | 33       | 3        | 1            | 0            | –        | –        | –    | –    | 34        | 3         |
| Fiorentina          | 2020–21             | Serie A                    | 32       | 1        | 1            | 0            | –        | –        | –    | –    | 33        | 1         |
| Fiorentina          | 2021–22             | Serie A                    | 0        | 0        | 1            | 0            | –        | –        | –    | –    | 1         | 0         |
| Fiorentina          | Tổng cộng           | Tổng cộng                  | 97       | 6        | 6            | 0            | –        | –        | –    | –    | 103       | 6         |
| Real Betis          | 2021–22             | La Liga                    | 23       | 1        | 4            | 0            | 7        | 0        | –    | –    | 34        | 1         |
| Real Betis          | 2022–23             | La Liga                    | 31       | 0        | 1            | 0            | 6        | 0        | 1    | 0    | 39        | 0         |
| Real Betis          | 2023–24             | La Liga                    | 32       | 1        | 1            | 0            | 7        | 0        | –    | –    | 40        | 1         |
| Real Betis          | Tổng cộng           | Tổng cộng                  | 86       | 2        | 6            | 0            | 20       | 0        | 1    | 0    | 113       | 2         |
| Tổng cộng sự nghiệp | Tổng cộng sự nghiệp | Tổng cộng sự nghiệp        | 320      | 16       | 26           | 0            | 37       | 2        | 3    | 1    | 382       | 19        |

1. 1 2  Ra sân ở Copa Sudamericana
2. ↑  Ra sân ở Copa Campeonato
3. ↑  Ra sân ở Copa Libertadores
4. ↑  Ra sân ở Recopa Sudamericana
5. 1 2  Ra sân ở UEFA Europa League
6. ↑  Ra sân ở Supercopa de España
7. ↑  6 lần ra sân UEFA Europa League, 1 lần ra sân ở UEFA Europa Conference League

### Quốc tế
Tính đến ngày 14 tháng 7 năm 2024
| Đội tuyển quốc gia | Năm       | Trận | Bàn |
| ------------------ | --------- | ---- | --- |
| Argentina          | 2017      | 2    | 0   |
| Argentina          | 2018      | 4    | 1   |
| Argentina          | 2019      | 10   | 1   |
| Argentina          | 2021      | 10   | 0   |
| Argentina          | 2022      | 9    | 0   |
| Argentina          | 2023      | 4    | 1   |
| Argentina          | 2024      | 2    | 0   |
| Tổng cộng          | Tổng cộng | 41   | 3   |

Bàn thắng và kết quả của Argentina được để trước.
| # | Ngày                 | Địa điểm                                                   | Đối thủ | Bàn thắng | Kết quả | Giải đấu |
| - | -------------------- | ---------------------------------------------------------- | ------- | --------- | ------- | -------- |
| 1 | 11 tháng 10 năm 2018 | Sân vận động Hoàng tử Faisal bin Fahd, Riyadh, Ả Rập Xê Út | Iraq    | 3–0       | 4–0     | Giao hữu |
| 2 | 13 tháng 10 năm 2019 | Sân vận động Manuel Martínez Valero, Alicante, Tây Ban Nha | Ecuador | 4–1       | 6–1     | Giao hữu |
| 3 | 15 tháng 6 năm 2023  | Sân vận động Công nhân, Bắc Kinh, Trung Quốc               | Úc      | 2–0       | 2–0     | Giao hữu |